# Palazzo Pubblico (Siena)

Torre del Mangia

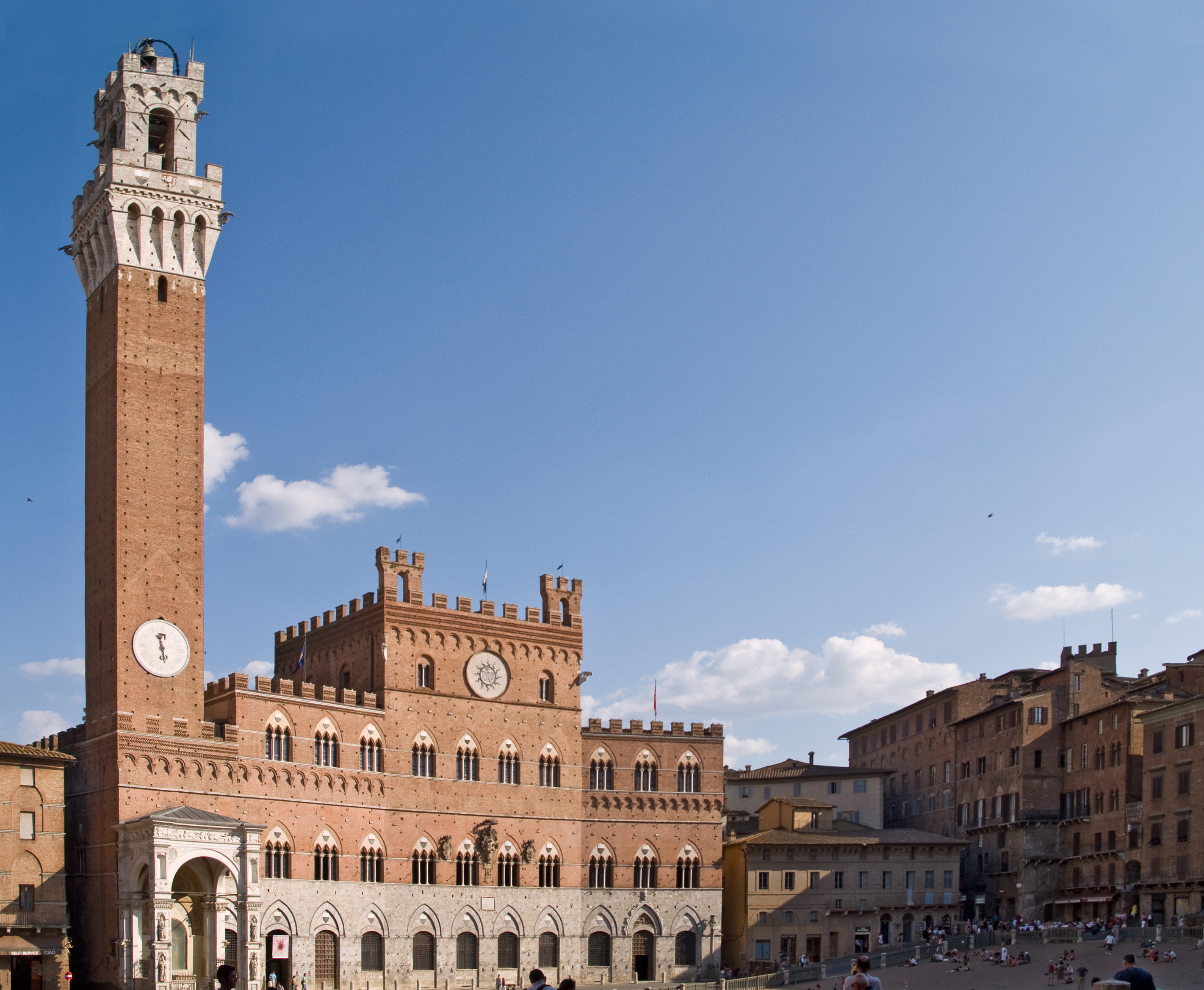
Palazzo Pubblico (Palazzo Comunale).

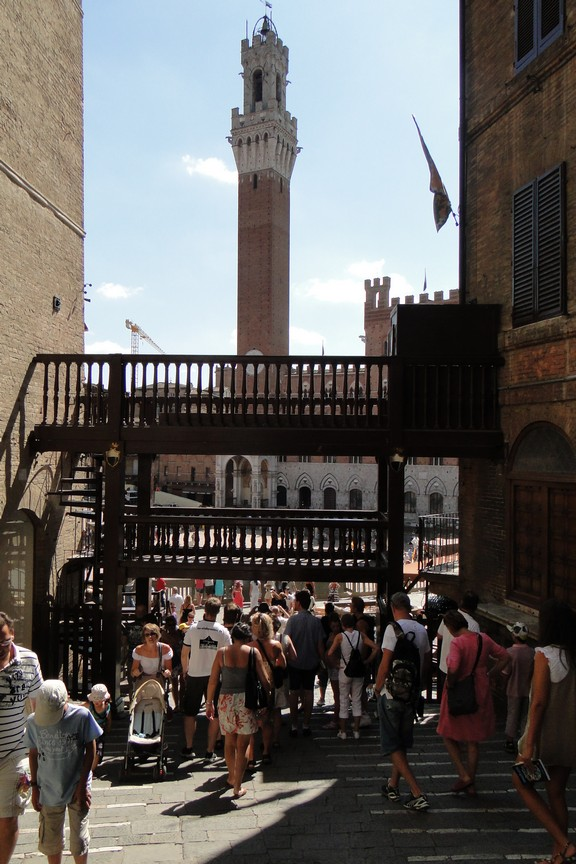
Tribünen am Piazza del Campo

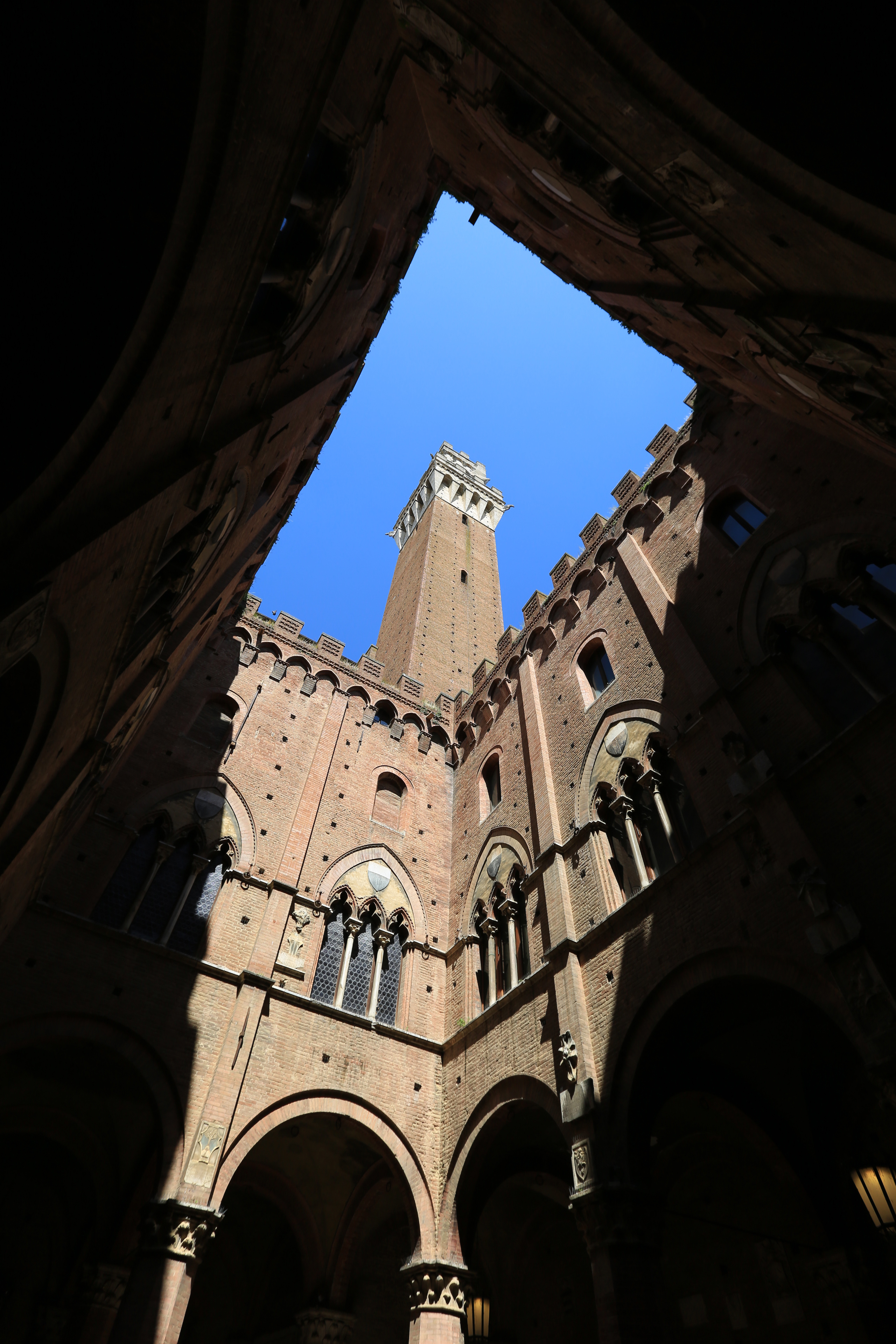
Der Turm (Torre del Mangia)

Der Palazzo Pubblico (Palazzo Comunale, das Rathaus) ist ein Palast in Siena, in der Toskana in Italien, dessen Bau im Jahre 1297 begann als Sitz der republikanischen Regierung, der Podesta und des Konzils der Neun.
Der Palast liegt zentral an Sienas ehemaligem Marktplatz, der Piazza del Campo, auf dem auch der Palio stattfindet, ein alljährliches lokales Pferderennen. Im Palast selbst, der heute Räumlichkeiten des Stadtmuseums enthält, befinden sich zahlreiche berühmte Fresken wie zum Beispiel dasjenige, das Guidoriccio da Fogliano im Saal der Landkarten (Sala del Mappamondo) zeigt. Das Fresco stammt wahrscheinlich von Simone Martini. Die Wand des Saals zeigt Reste der nicht mehr vorhandenen Zeichnung einer Weltkarte von Ambrogio Lorenzetti. Eines der berühmtesten Werke im Palast ist die Darstellung der Guten und der Schlechten Regierung im Saal der Neun (Sala della Pace, Sala dei Novi) von Ambrogio Lorenzetti.
Ursprünglich hatte der Palazzo lediglich drei Stockwerke; später erfolgten weitere Anbauten. Vor allem aber kam im Laufe des 14. Jahrhunderts der Torre del Mangia, der 102 Meter hohe Turm, hinzu, der das Stadtbild von Siena prägt. Der Name leitet sich von dem Spitznamen Mangiaguadagni (Einkommensfresser – von ital. mangiare = (fr)essen) des ersten Glöckners (Giovanni di Duccio) ab.
Das historische Zentrum von Siena mit dem Palazzo gehört seit 1995 zum UNESCO-Welterbe Italiens.

## Baugeschichte
Dokumente aus jener Zeit beweisen, dass die ersten Ansätze zum Bau des Palastes ins Jahr 1250 zurückreichen.
1299 wurde zunächst der gesamte Mitteltrakt fertiggestellt und 1305 wurde mit dem Bau der beiden Seitenflügel begonnen.
1310 war der Bau formvollendet und blieb so bis zum Jahre 1680.
In diesem Jahr wurden Zubauten und eine Aufstockung vorgenommen, dasselbe geschah zu Beginn des 18. Jahrhunderts.

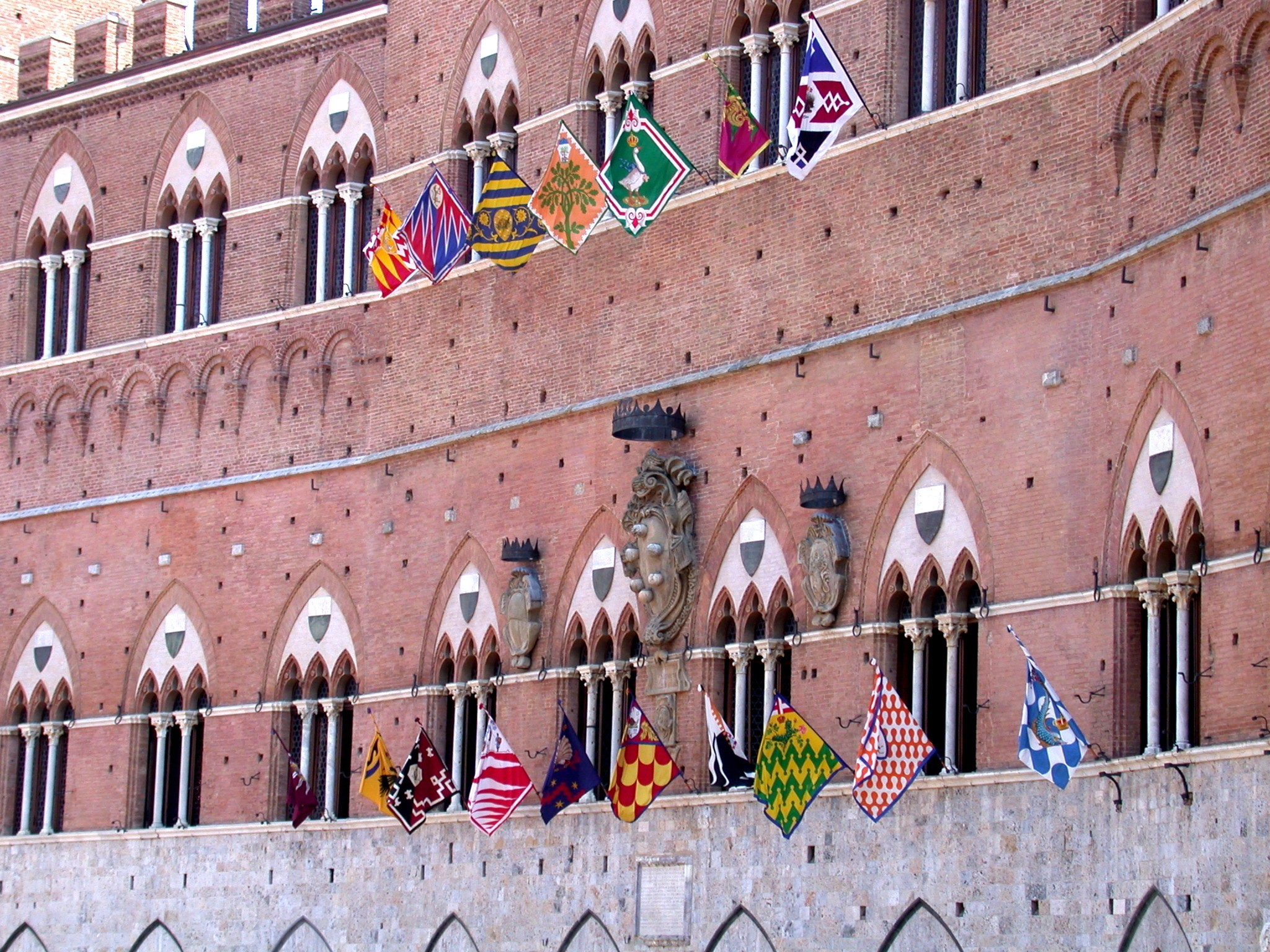
Siena: Fassade des Palazzo Pubblico

Die Hauptfassade besteht im unteren Teil aus Mauerwerk aus Natursteinen, die mit charakteristischen Seneser Bögen verziert sind. Das Ziegelmauerwerk des zweiten und dritten Stockwerks zeigt zwei Reihen spitzer Dreibogenfenster, und das vierte Geschoss des mittleren Baukörpers wird von einem Kranz zierlicher Bögen geschmückt. Zwischen den Zweibogenfenstern dieses Stockwerks ist eine große Kupferplatte mit dem Monogramm Christi, Symbol des Hl. Bernhardin, angebracht, die von zwei steinernen Wölfen an den Ecken des Baus flankiert wird.
Der Turm des Palastes (Torre del Mangia), wurde zwischen 1325 und 1344 errichtet, seine Spitze wurde von Lippo Memmi entworfen.
Unter Leitung von Giovanni D’Agostino wurde von zwei Brüdern aus Arezzo von 1338 bis 1348 ein Ziegelschacht aufgemauert. Die Travertinkrone zeigt die beiden Stadtwappen der Gemeinde, im Mittelpunkt einen springenden Löwen, und darüber wurde 1341 das Glockenhaus nach einer Zeichnung von Lippo Memmi errichtet. Im oberen Glockenstuhl hängt die große, 1665 gegossene Glocke, die Campone oder Sunto genannt wird, weil sie Mariä Himmelfahrt (ital. Assunta) geweiht ist. Bis zum Jahre 1780 befand sich an der Spitze ein Automat, der die Stunden schlug.
Die Kapelle (Cappella di Piazza) unterhalb des Torre del Mangia wurde in Erfüllung eines feierlichen Versprechens erbaut, das die Bevölkerung von Siena während der Pest des Jahres 1348 gegeben hatte. Der Bau wurde 1352 von Domenico d’Agostino begonnen, aber er wurde erst 1376 von Giovanni di Cecco (Gestaltung der Pfeiler und des Daches) fertiggestellt. Die Dachkonstruktion wurde von 1461 bis 1468 von Antonio Federighi errichtet.
Der Hof des Palastes, Hof der Podesta genannt, wurde 1325 aus Backsteinen gebaut und 1929 restauriert. Er besteht aus einem Laubengang mit einem Geschoss darüber, das von großen Dreibogenfenstern geziert wird. An den Wänden sind die Wappen von Bürgermeistern zu sehen sowie ein Fresko aus dem 14. Jahrhundert, das die Muttergottes mit zwei Engeln darstellt. Eine Statue des Mangia und die Wölfin, die die Zwillinge stillt (Symbol für die Stadtgeschichte), sowie eine vergoldete Zinnstatue von Giovanni di Turino (1429–1430) befinden sich in der Vorhalle und am Ende des Laubengangs.

## Innenräume
Der Saal der Landkarten (Sala del Mappamondo) wurde nach einer von Ambrogio Lorenzetti gemalten Weltkarte benannt, die heute nicht mehr zu sehen ist. Er befindet sich im ersten Stock des Palastes. An den Wänden befinden sich einander gegenüberliegend zwei weltberühmte Fresken von Simone Martini. Die Maesta (thronende Madonna), um 1315 entstanden, gilt als ältestes Fresko von Siena. Es ist im Stil französischer Gotik, in Kombination mit von Duccio übernommener hellenistischer, sowie italienischer Malweise angefertigt. Es fasziniert durch den leichten Pinselstrich, die kostbaren lebhaften Blau- und Goldfarben, sowie durch die Ausführung allerkleinster Details. Das Fresko, das auf der gegenüberliegenden Seite Guidoriccio da Fogliano hoch zu Ross zeigt, der die Schlossherren von Montemassi und Sassofortino besiegte, die sich gegen Siena erhoben hatten, ist ebenso berühmt. Es wurde 1329 vollendet. Es gilt als das gelungeste Werk des Simone Martini.

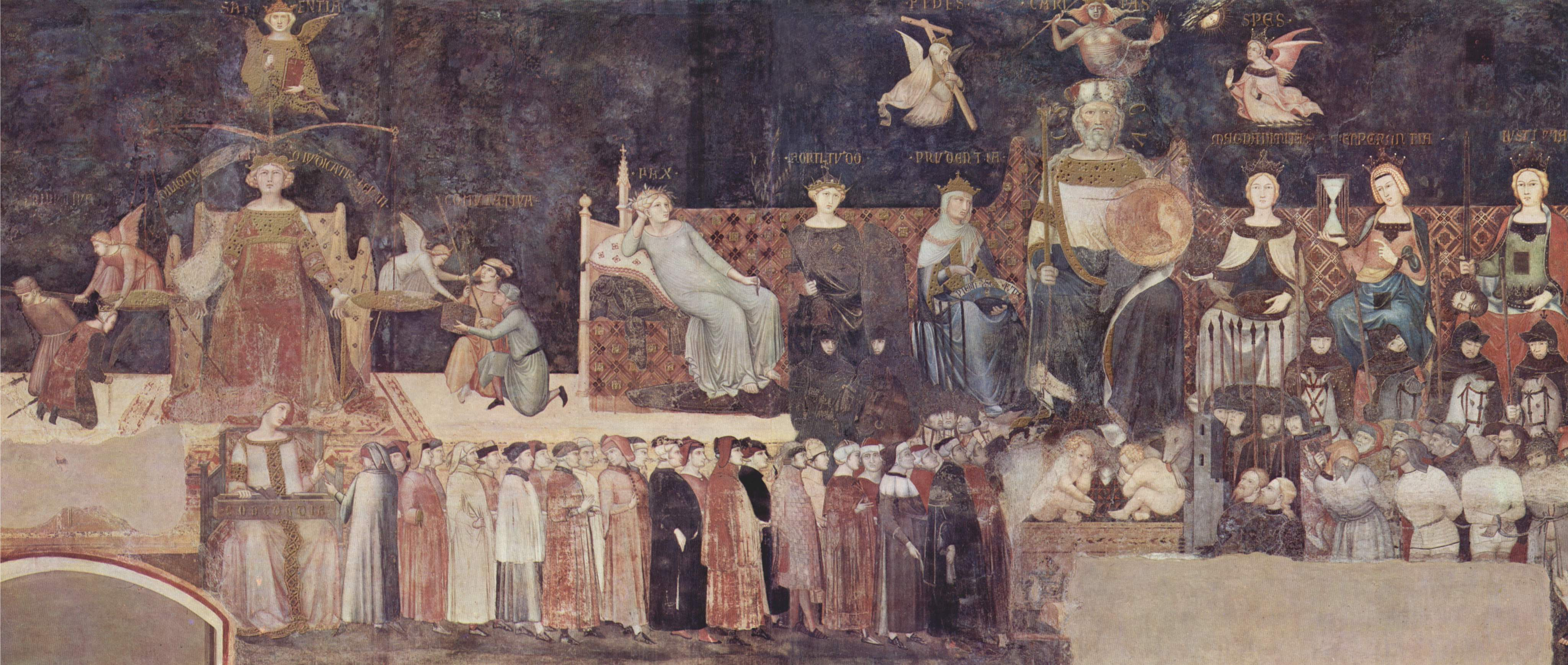
Allegorie der guten Regierung

Im Saal des Friedens (oder Saal der Neun) (Sala della Pace oder Sala dei Nove) sind die Fresken von Ambrogio Lorenzetti zu sehen, die dieser zwischen 1337 und 1339 gemalt hat. Der Freskenzyklus zeigt die Allegorie der Guten und der Schlechten Regierung, die Auswirkungen der Art der Herrschaft auf die Bevölkerung in Stadt und Land in drei Bildeinheiten, die zu einem Werk zusammengefasst sind. Die gute Regierung besteht aus einem greisen, feierlich in schwarz und weiß gekleideten König. Es sind die Farben der Balzana, des Banners und des Wappens der Stadt. Der König verkörpert das Gemeinwohl. Zu seiner Linken befinden sich die Personifikationen der Gerechtigkeit, der Mäßigung – die Sanduhr in ihrer Hand gilt als der früheste Beleg für deren Verwendung – und der Großherzigkeit, zu seiner Rechten die Klugheit, die Stärke und der Frieden. In der Höhe schweben Glaube, Liebe und Hoffnung, am unteren Bildrand säugt die Wölfin Aschius und Senius, Söhne von Remus und mythische Gründer der Stadt Siena. Die Auswirkungen der Guten Regierung auf die Stadt zeigt eine Stadtansicht, in der fröhliches friedliches Treiben herrscht, die Auswirkungen der Guten Regierung aufs Land zeigt blühende und fruchtbare Felder, Wälder und Haine mit Tänzerinnen.
Die Schlechte Regierung zeigt einen Herrscher mit Teufelsattributen, der von Höllenhunden und Personifikationen der Todsünden und Laster umgeben ist.
Der Freskenzyklus der Guten und schlechten Regierung ist ein Schlüsselwerk der europäischen Malerei und zwar nicht nur wegen der formalräumlichen Darstellung der Figuren wie auch der Landschaft, sondern weil sich darin der Bildungsstandard einiger gebildeter Kreise dieser frühhumanistischen Zeit widerspiegelt. Es wird deutlich, dass in dieser Zeit bereits fundierte Kenntnisse über Homers Epen und sogar Kenntnisse über Hesiods Werk in Westeuropa existierten.
Wie die neuesten Bildanalysen ergaben, war man bei der Konzeption des Freskenzyklus Gute und schlechte Regierung von bereits existierendem Bildmaterial ausgegangen und zwar ging man offensichtlich von der Schildbeschreibung Homers (Homer, Ilias, 18. Gesang) wie auch von Hesiods Schildbeschreibung (Hesiod, Der Schild des Herakles) aus. Außerdem zeigte sich bei weiterer Forschung, dass es auch bei einigen anderen Autoren bereits existierende, fiktive Bildideen gab, so etwa bei Platon, Cicero, Augustinus, Thomas von Aquin wie auch in Seuses mystischen Visionen, die in Lorenzettis Bilderzyklus Eingang gefunden haben.

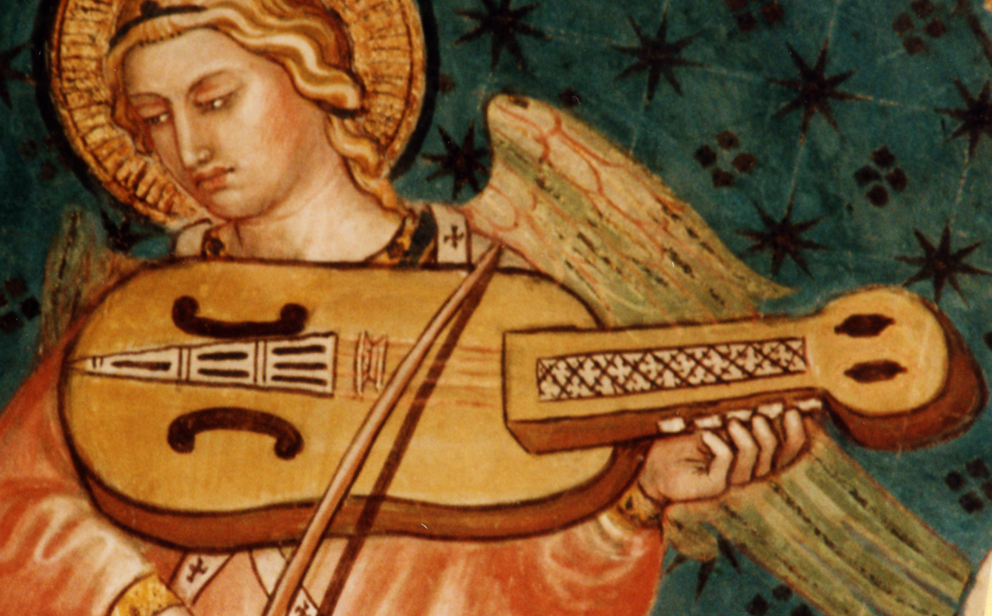
Engel mit Schlüsselfidel von Taddeo di Bartolo in der Kapelle, die früheste völlig gesicherte Abbildung einer Nyckelharpa weltweit.

In der (Innen-)Kapelle des Palazzo Pubblico ist ein marmorner Altar zu sehen, darüber befinden sich Gemälde Sodomas mit der Hl. Familie und dem Hl. Leonhard, die seitlichen Gewölbe sind mit Fresken von Taddeo di Bartolo (um etwa 1407) bemalt, die die Evangelisten, Kirchenlehrer, verschiedene Propheten und Szenen aus dem Leben der Hl. Jungfrau zeigen. Das Chorgestühl ist kunstvoll geschnitzt, es stammt von Domenico di Niccolò aus den Jahren 1415 bis 1428.
Der Saal der Balìa, in dem die Balìa ihre Sitzungen abhielt, zeigt Fresken des Seneser Malers Martino di Bartolomeo. Zum einen sind Personifikationen von Tugenden dargestellt, außerdem die Evangelisten, sowie Büsten von Kaisern und Kriegern. Ein umfassender Freskenzyklus in diesem Raum stammt hingegen von Spinello Aretino aus Arezzo, der die Taten von Papst Alexander III. zeigt, der Friedrich Barbarossa besiegte.
Im Saal der Pfeiler befinden sich Altarstaffelfelder, die den Hl. Bernhardin von Siena zeigen, einmal wie er auf dem Feld predigt und einmal, wie Genutia während seiner Beerdigung vom Teufel befreit wird. Die Malereien stammen von Neroccio di Bartholomeo di Benedetto de’ Landi, aus der Mitte des 15. Jahrhunderts (genaues Entstehungsdatum unbekannt). Die Tafeln wurden erst im 19. Jahrhundert in den Palast verbracht.